# Пашицкий, Эрнст Анатольевич
Эрнст (Эрнест) Анатольевич Пашицкий (16 декабря 1936, Житомир — 14 февраля 2023, Киев) — советский и украинский физик-теоретик, доктор физико-математических наук (1974), профессор (1990), член-корреспондент Национальной Академии наук Украины (2009). Лауреат Государственной премии УССР в области науки и техники (1987).

## Биография
В 1959 году окончил физический факультет Киевского ордена Ленина государственного университета имени Т. Г. Шевченко. В 1959—1962 годах — младший научный сотрудник Института физики АН Украинской ССР. В 1962—1965 годах аспирант Института атомной энергии им. И. В. Курчатова.
В 1965 году защитил кандидатскую диссертацию:
- Вопросы теории устойчивости неравновесной плазмы : диссертация … : кандидата физико-математических наук : 01.00.00. — Киев, 1965. — 132 с. : ил.

С 1965 года снова в Институте физики АН Украинской ССР (с 1990 г. НАНУ): младший, с 1968 года старший научный сотрудник, в 1989—1997 годах зав. лабораторией теории несовершенных кристаллов. Профессор (1990).
В 1974 году защитил докторскую диссертацию:
- Коллективные эффекты и сверхпроводимость в системах с кулоновским взаимодействием : диссертация … доктора физико-математических наук : 01.04.02. — Киев, 1974. — 280 с. : ил.

С 1975 по 2008 год по совместительству доцент, профессор физического и радиофизического факультетов Киевского национального университета имени Тараса Шевченко. В 2008—2012 годах профессор кафедры физико-математических наук Киево-Могилянской академии.
В 2009 году избран членом-корреспондентом НАНУ.
Автор более 200 научных работ в области теоретической физики: физики плазмы, теории сверхпроводимости и сверхтекучести, физики поверхности, гидродинамики вихрей в разных средах.
Лауреат Государственной премии УССР в области науки и техники — за цикл работ «Эффекты самовлияния и самоорганизации при формировании упорядоченных дефектных и примесных структур в твердых телах».
Умер 14 февраля 2023 года. Похоронен в колумбарии Байкова кладбища.

## Семья
Жена — модельер Дома моделей «Крещатик», заслуженный работник промышленности Украины Мария Пашицкая (1938—2022); три дочери-близнеца, одна из них — поэтесса, драматург Любовь Пашицкая, работает под творческим псевдонимом Любовь Серьезная (род. 1967).

## Сочинения
- Основы теории сверхпроводимости : [Учеб. пособие для вузов по спец. «Физика» и «Радиофизика и электрон.»] / Э. А. Пашицкий. — Киев : Вища шк., 1985. — 103 с. : ил.; 20 см.
- Сверхпроводимость и сверхтекучесть в природе и технике [Текст]. — Киев : О-во «Знание» УССР, 1978. — 47 с. : ил.; 20 см. — (Серия 7 «В лабораториях ученых» / О-во «Знание» УССР; № 10).
- О критерии ферромагнетизма полуметаллов [Текст]. — Киев : [б. и.], 1977. — 35 с. : граф.; 21 см. — (АН УССР. Ин-т физики. Препринт; № 10).
- «Плазмонный» механизм высокотемпературной сверхпроводимость / Пашицкий Э. А. — Киев : Ин-т физики, 1989. — 49,[1] с. : ил.; 20 см. — (Препр. АН УССР, Ин-т физики; N 6).

Автор двух фантастических рассказов. Соавтор фантастической повести:
- Подорож буде небезпечною : науково-художня книга: для середнього та старшого шкільного віку / Е. Пашицький, О. Рожен; худож. О. Коса. — Київ : Веселка, 1989. — 152, [4] с. : цв. ил.; 22 см; ISBN 5-301-00273-2